# Nix package manager
Nix package manager — кроссплатформенная система управления пакетами, использующая так называемую функциональную модель внедрения, в которой компоненты программного обеспечения установлены в каталоги, созданные через криптографические хеши, а зависимости от каждого компонента включены в каждый хеш, тем самым решается проблема «ада зависимостей».
Для определения пакетов используется специально разработанный для системы язык функционального программирования, использующий стратегию ленивых вычислений.
Поддерживаются операционные системы Linux (где может работать параллельно с существующим менеджером пакетов) и macOS. NixOS — дистрибутив Linux, целиком ориентированный на Nix package manager.
На основе Nix package manager создан менеджер пакетов GNU Guix.